# Битва при Балхе (900)
Би́тва при Ба́лхе — сражение между армиями Исмаила Самани и Саффарида Амр ибн Лейса, состоявшееся около города Балх в 900 году.

## Ход сражения
В 898 году аббасидский халиф решил сместить Амра ибн Лайса с должности наместника Мавераннахра и вместо него назначил Исмаила Самани из рода Саманидов. В 899 году войска Исмаила Самани разгромили армию главного полководца Амра, Мухаммада аш-Башара.
Весной 900 года с основным войском против Исмаила Самани выступил сам Амр ибн Лейс. В упорном сражении при Балхе (современный Афганистан) войска Исмаила Самани одержали победу. После этого он отправил Амра в цепях в Багдад, где тот был казнен в 902 году, после смерти халифа аль-Мутадида.

## Значение
Это была решающая победа в укреплении власти Исмаила Самани и Саманидского государства: отныне оно стало  независимым от халифа. Более того, в состав государства вошёл Хорасан. Исмаил по-прежнему официально признавал господство халифов в пятничной проповеди и на своих монетах, но одновременно он смог действовать как независимый суверен.
После этой битвы Саффариды потеряли Хорасан и остались под контролем Фарса, Кермана и Систана.